# آدیوکودکس
آدیوکودکس (انگلیسی: AudioCodes) شرکت الکترونیک آمریکایی است، که در سال ۱۹۹۳ تأسیس شد.